# Райфенберг

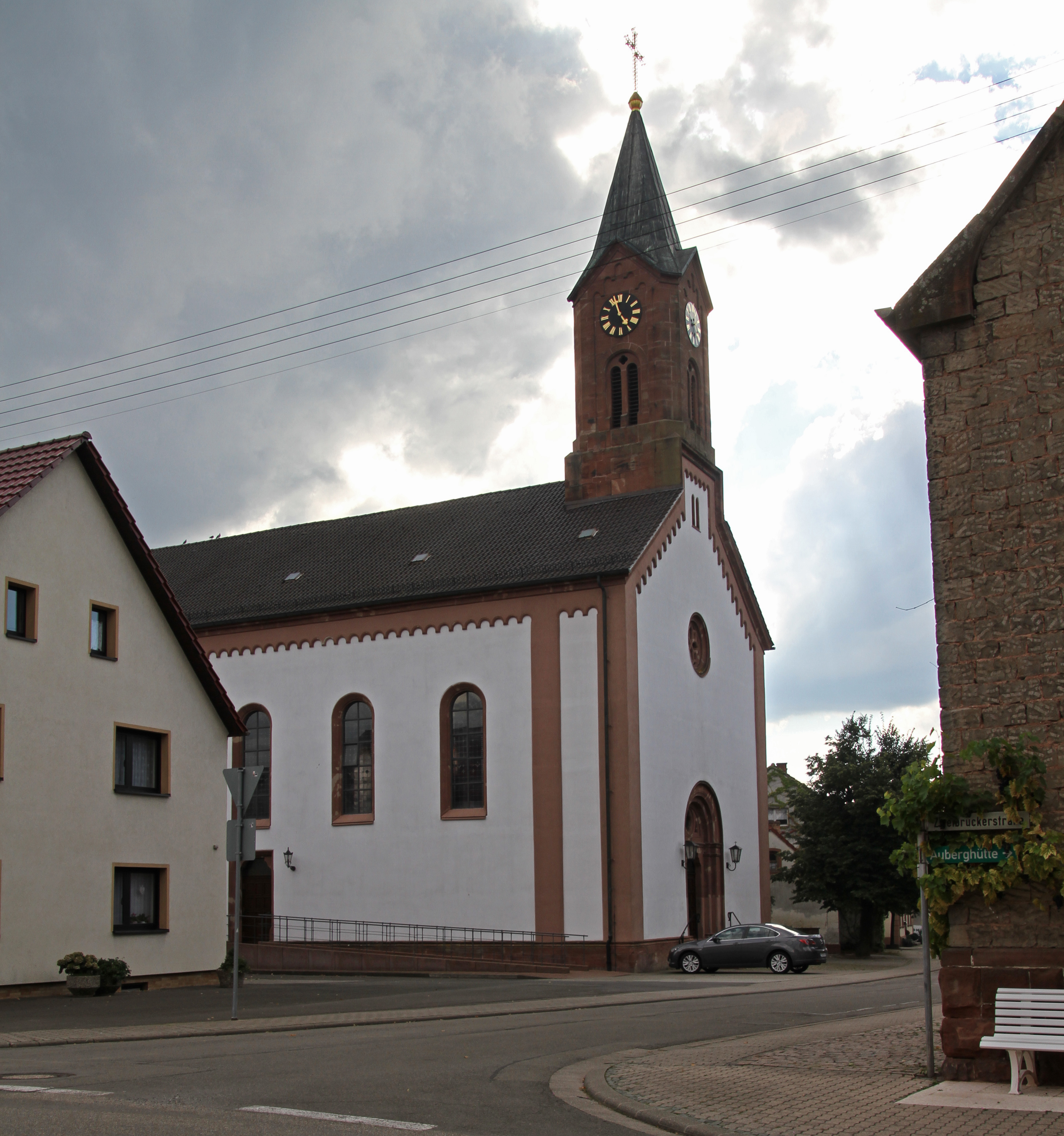

Райфенберг (нем. Reifenberg) — коммуна в Германии, в земле Рейнланд-Пфальц. 
Входит в состав района Юго-западный Пфальц. Подчиняется управлению Талайшвайлер-Фрёшен.  Население составляет 825 человек (на 31 декабря 2010 года). Занимает площадь 7,73 км².